# Refugio Abrazo de Maipú
El refugio Abrazo de Maipú es un refugio de la Antártida ubicado en el cerro Dos Gemelos en la península Trinidad de la península Antártica. Es administrado por el Ejército de Chile y por el Ejército Argentino. Sus coordenadas geográficas son: 63°23′18″S 57°34′58″O / -63.38833, -57.58278. Desde 2010 se encuentra inhabilitado debido a la evidente configuración de grietas en su sector de acceso.
Su nombre se debe al Abrazo de Maipú, que se dieron los generales Bernardo O'Higgins y José de San Martín y que selló la Independencia de Chile. Un refugio de madera fue instalado por primera vez el 7 de septiembre de 1967 por el Ejército Argentino y destruido posteriormente por el hielo.
Por un acuerdo de cooperación entre los dos países el refugio fue restablecido de manera conjunta en julio de 2003, reinaugurándose en agosto del mismo año. Su objetivo es asegurar y facilitar actividades de rescate que se realicen conjuntamente por el personal de las bases O'Higgins (ubicado a 21 km al oeste) y Esperanza. También permite que se realicen actividades científicas y de patrullaje. Esto permitió que se reanude oficialmente la cooperación de ambos países en el sector antártico.
Se trata de un contenedor de 20 pies cúbicos adaptado que posee cocina, un dormitorios con dos literas, un baño y un grupo generador.
El 28 de septiembre de 2005 tres militares chilenos (capitán Enrique Encina Gallardo y los suboficiales Fernando Burboa Reyes y Jorge Basualto Bravo) murieron al caer en una grieta cuando se desplazaban desde el refugio Abrazo de Maipú hacia la Base O'Higgins. Sus cadáveres fueron trasladados al refugio.